# Lorne Michaels

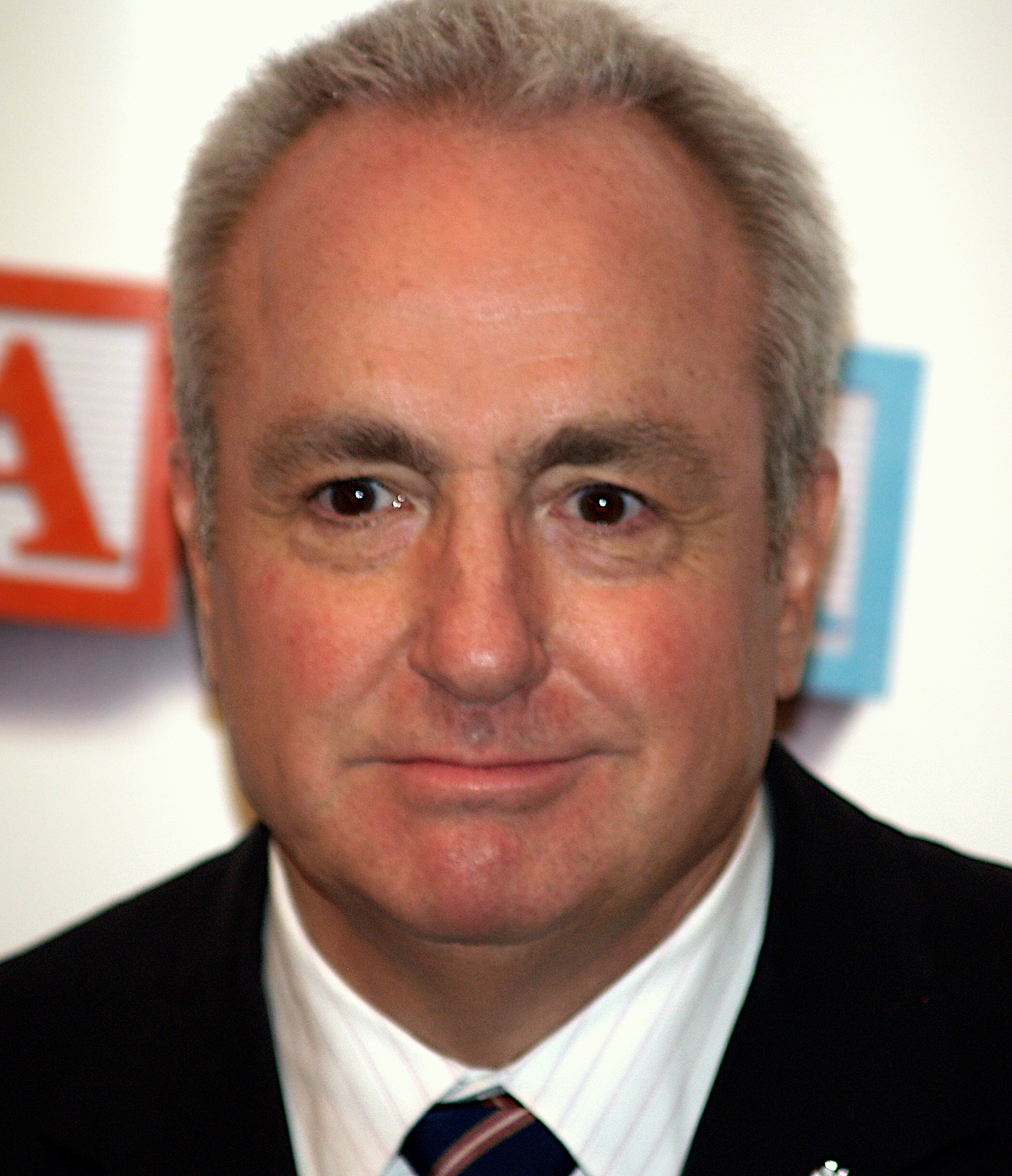
Michaels en la Tribeca Film Festival en 2008.

Lorne Michaels (Toronto, 17 de noviembre de 1944) es un productor ejecutivo, escritor y comediante de televisión canadiense, más conocido por crear el programa de comedia y variedad Saturday Night Live para la National Broadcasting Company (NBC), y para producir los diversos proyectos de cine y televisión que se derivaron del mismo.

## Primeros años
Michaels nació como Lorne David Lipowitz en Toronto, Ontario, Canadá, el hijo de Florence (née Baker) y Henry Abraham Lipowitz, un peletero. Fue el mayor de los niños en la familia Lipowitz. Su hermana Barbara Lipowitz actualmente reside en Toronto, y su hermano Mark Lipowitz murió de un tumor cerebral. Michaels asistió al Forest Hill Collegiate Institute en Toronto y graduó del University College de la Universidad de Toronto, donde especializó en la idioma inglés, en 1966. Michaels empezó su carrera como un escritor y presentador para CBC Radio. Trasladó a Los Ángeles de Toronto en 1968 para trabajar como un escritor para Rowan & Martin’s Laugh-In y The Beautiful Phyllis Diller Show. Protagonizó en The Hart and Lorne Terrific Hour, una serie de comedia canadiense que se emitió brevemente a principios de los años 1970. A finales de los años 1960, Michaels casó a Rosie Shuster (la hija del comediante famoso Frank Shuster, compañero de Johnny Wayne), quien posteriormente trabajó con él en Saturday Night Live como una escritora.

## Carrera
En 1975, Michaels, junto con Dick Ebersol y Herb Schlosser, creó el programa de televisión NBC's Saturday Night, que en 1977 cambió su nombre a Saturday Night Live. El programa, que se lleva a cabo enfrente de la audiencia en el estudio, inmediatamente estableció una reputación por su imprevisibilidad, y se convirtió en un vehículo para lanzar las carreras de unos de los comediantes más exitosos en Estados Unidos. Durante el transcurso de su carrera en SNL (con lo que ha trabajado por todos de sus temporadas, con excepción de cinco, de la sexta a la décima), Michaels ha servido como un productor y escritor, y posteriormente se convirtió en el productor ejecutivo. A lo largo de su historia, el programa ha ganado 18 Premios Emmy, y se ha otorgado consistentemente con una de las calificaciones más altas en la historia de la televisión nocturna.
Michaels ha también aparecido ocasionalmente en la plantilla en episodios de SNL, entregando una dosis de humor seco. La más famosa de tales apariciones ocurrió en la primera temporada, cuando ofreció una suma deliberadamente insignificante de $3,000 a The Beatles para su reunión en el programa, pero el dinero nunca fue reclamado.
Fuera de Saturday Night Live, Michaels ha producido otros programas, incluyendo The Kids in the Hall y The New Show, y es el fundador de la empresa de producción Broadway Video, que ha producido SNL y otros programas. También ha servido como el productor ejecutivo de varios programas de NBC además de SNL, incluyendo tales programas como Late Night, 30 Rock, y Up All Night.

## Vida personal
Michaels se convirtió en ciudadano de los Estados Unidos en 1987.
Tiene tres niños: Henry, Edward, y Sophie. Se ha casado tres veces, sus cónyuges siendo Rosie Shuster, entonces una escritora en SNL (1967-1980); la modelo Susan Forristal (1984-1987); y actualmente, su asistente anterior a Alice Barry (1991-presente). 
A lo largo de los años, Michaels ha proporcionado dinero para las campañas de los senadores Barack Obama, Chris Dodd, Sonny Landham, y John McCain.

## Honores

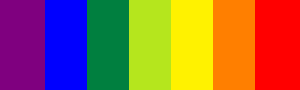
Cinta de medalla del Centro Kennedy.

En 1999, Michaels fue inducido en la Television Academy Hall of Fame. En 2002, Michaels fue nombrado Miembro de la Orden de Canadá por su trayectoria, y honrado con una estrella en el Paseo de la Fama de Hollywood. El siguiente año, también obtuvo una estrella en el Paseo de la Fama de Canadá.
En 2004, Michaels fue presentado con el Mark Twain Prize for American Humor por el Centro John F. Kennedy para las Artes Escénicas. Hablando en la ceremonia de premiación, Dan Aykroyd, uno de los miembros originales del reparto de Saturday Night Live, describió a Michaels como «la principal voz satírica de la nación.»
En 2021 recibió el Premio Kennedy.

## Programas producidos
Estos son algunos de los programas más exitosos producidos.
- Saturday Night Live (1975–1980; 1985–presente) (creador, productor ejecutivo)
- Late Night with Conan O'Brien (1993–2009) (productor ejecutivo)
- 30 Rock (2006–2013) (productor ejecutivo)
- Late Night with Jimmy Fallon (2009–2014) (productor ejecutivo)
- Portlandia (2011–2018) (productor ejecutivo)
- Up All Night (2011–2013) (productor ejecutivo)
- The Tonight Show Starring Jimmy Fallon (febrero de 2014-presente) (productor ejecutivo)
- Late Night with Seth Meyers (febrero de 2014-presente) (productor ejecutivo)